# Lionel Jospin

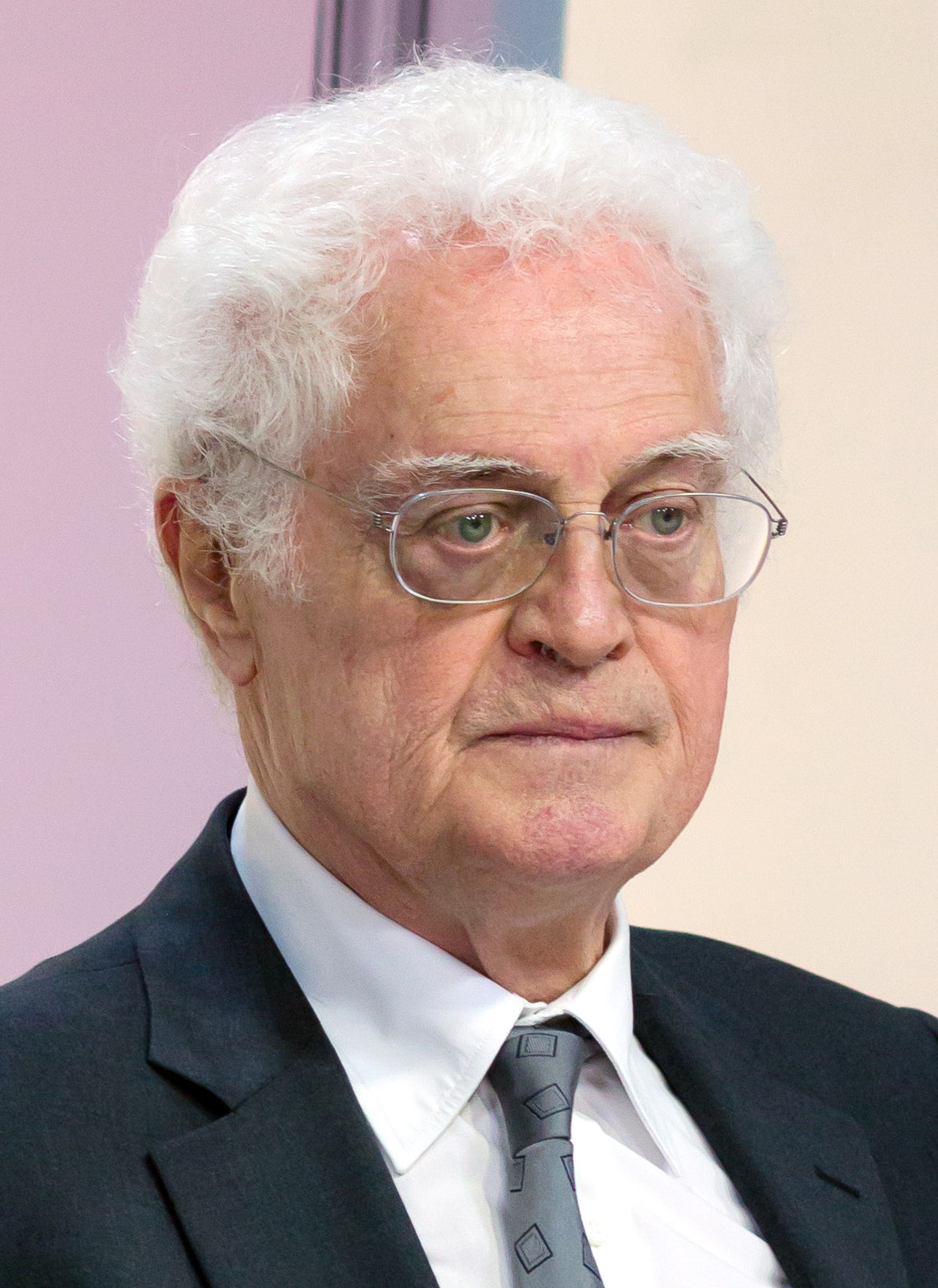
2014

Lionel Jospin (Meudon, 12 juli 1937) is een Frans politicus voor de Parti Socialiste. In de regeringen onder president François Mitterrand was hij minister van Onderwijs.
Na tijdens zijn jeugd lid te zijn geweest van een trotskistische partij, sloot hij zich in 1971 aan bij de Parti Socialiste. Tijdens de regeerperiode van François Mitterrand werd hij partijsecretaris en was hij een tijd minister van onderwijs en sport. In 1995 wist hij de namens de partij kandidaat te zijn voor het presidentschap. Zijn deelname werd kansloos geacht, doordat de partij na jaren van ruzie en schandalen in zwaar weer zat. Tegen alle verwachtingen in wist hij toch de tweede ronde te halen waar hij uiteindelijk verloor van Jacques Chirac. Doordat hij toch een ruime 47% van de stemmen kreeg kon hij aanblijven als politiek leider. Chirac en zijn premier Alain Juppé kregen weinig voor elkaar. Daardoor boekte de Parti Socialiste bij de vervroegde verkiezingen van het parlement een grote overwinning. Jospin werd daarna benoemd tot  premier ministre. Dat betekende voor Chirac en Jospin een situatie van cohabitation. Beiden begaven zich met regelmaat op het grondwettelijk taakgebied van de ander. Toch maakte de regering-Jospin de vijf jaar vol. Belangrijkste wapenfeit was de invoering van de 35-urige werkweek met de bedoeling de werkgelegenheid te stimuleren en zo de werkloosheid te verminderen. Een missie die ook slaagde.
Bij de presidentsverkiezingen van 2002 was premier Jospin de socialistische uitdager van president Chirac. Aanvankelijk werd gedacht dat Jospin na een succesvol premierschap de strijd zou winnen. Het saaie en humorloze imago van Jospin werkte echter tegen hem. Diverse linkse concurrenten trokken daardoor stemmen bij hem weg. Tot ontsteltenis van veel waarnemers haalde hij slechts 17% van de stemmen, 1% minder dan Jean-Marie Le Pen en 3% minder dan Chirac en ging hij niet door naar de tweede ronde van de verkiezingen. Teleurgesteld trok hij zich terug uit de actieve politiek. In 2006 overwoog hij opnieuw de presidentskandidaat te worden voor de socialisten. Hij zag daar echter vanaf, omdat hij te weinig steun vanuit de partij kreeg. Wel zetelde hij van 2015 tot 2019 in de Grondwettelijke Raad.
- Bibsys: 98008719
- Bibliothèque nationale de France: cb11909013c (data)
- CiNii: DA06177829
- Gemeinsame Normdatei: 119105004
- International Standard Name Identifier: 0000 0001 1072 3067
- Library of Congress Control Number: n83149532
- MusicBrainz: 445e8c3c-dca3-4e73-aee7-c805767975dc
- Nationale Bibliotheek van Israël: 987007344834205171
- Nederlandse Thesaurus van Auteursnamen: 074857924
- Réseau des bibliothèques de Suisse occidentale: 02-A003431571
- Système universitaire de documentation: 026940469
- Virtual International Authority File: 79028145
- WorldCat: E39PBJd3RtgPGJCf6j44YCwcT3